# 1901 في الجزائر
الأحداث من عام 1901م في الجزائر.